# Подольный, Джоэл
Джоэл Подольный (англ. Joel M. Podolny) — американский социолог, доктор философии, профессор Гарвардского университета, вице-президент компании Apple Inc и декан Университета Apple (корпоративный учебный центр для сотрудников компании Apple). Ранее был деканом Йельской школы менеджмента (факультет бизнеса Йельского университета).

## Биография
В 1982 году он окончил Высшую школу святого Ксавьера (Saint Xavier High School) в Цинциннати. В 1986 году он получил степень бакалавра (с отличием), в 1989 году степень магистра, в 1991 году степень доктора философии в Гарвардском университете.
После этого в течение 11 лет Джоэл занимал ряд профессорско-преподавательских должностей в Стэнфордской высшей школе бизнеса (факультет бизнеса Стэнфордского университета). И в последней части своей Стэнфордской преподавательской деятельности занял должность старшего декана.
С 2002 года по 2005 год он был директором по исследованиям и профессором социологии, бизнес-администрирования, и менеджмента в Гарвардской школе бизнеса, и на факультете искусств и наук Гарвардского университета. Где он преподавал курсы: стратегического менеджмента, организационного поведения и глобального менеджмента.
В 2005 году Подольный стал деканом в Йельской школе менеджмента (экономический факультет Йельского университета). И в следующем году, в ответ на всё более сложную и кросс-функциональную глобальную среду бизнеса, в которой сегодня работают предприятия и их руководители, он провёл серьезную реструктуризацию учебной программы Йельского MBA.
1 ноября 2008 года на посту декана Йельской школы менеджмента его сменила Шарон Остер. А Подольный, по приглашению Стива Джобса, перешёл на работу в корпорацию Apple Inc, и в начале 2009 года вступил в должность старшего вице-президента по кадрам, и возглавил образовательный проект под названием «Университет Apple» — только что открытый корпоративный учебный центр для сотрудников компании Apple. Именно Подольный по просьбе Джобса сформировал тогда программу Университета Apple, в рамках которой сотрудники могут посетить ряд занятий с высококлассными преподавателями из самых престижных университетов страны — Йеля, Гарварда, Стэнфорда, М.I.T и так далее. В дальнейшем, Подольный ушёл в отставку с поста ответственного по кадрам, но в качестве вице-президента компании Apple продолжает быть деканом Университета Apple.

## Научные исследования
Подольный разработал социологическую теорию рыночной конкуренции на основе динамики состояния. Для того чтобы сделать это, он рассмотрел различные отрасли промышленности, включая: рынок венчурного капитала, рынок полупроводниковой промышленности и рынок инвестиционного банкинга. Подольный также провёл исследование о роли социальных сетей в мобильности и передачи информации в организациях.
Он является автором и соавтором более тридцати статей. А также написал книгу: «Состояние сигналов: Социологический подход в исследовании рыночной конкуренции» (Status Signals: A Sociological Study of Market Competition), и в соавторстве с Гарт Салонер и Андреа Шепард написал учебник по Стратегическому менеджменту (Strategic Management).

## Книги
1. Garth Saloner, Andrea Shepard, Joel Podolny. Strategic Management. — John Wiley & Sons, 2000. — 464 с. — ISBN 0471380717.
2. Joel M. Podolny. Status Signals: A Sociological Study of Market Competition. — 2005. — 296 с. — ISBN 0691117004.